# Madonna col Bambino tra san Michele Arcangelo e san Bernardino da Siena
La Madonna col Bambino tra san Michele Arcangelo e san Bernardino da Siena  (en français : Vierge à l'Enfant entre les saints Michel archange et Bernardin de Sienne)  est un triptyque réalisé par Neroccio di Bartolomeo de' Landi a tempera et or sur panneau de bois de 156 × 181 cm, datée de 1476 et conservé à la Pinacothèque nationale de Sienne.

## Description
Ce triptyque d'une grande solennité dans lequel les trois figures se détachent sur un fond d'or est typique de la tradition médiévale siennoise. Comme chez Simone Martini, « le dessin qui borde les vêtements et les nimbes des personnages sacrés est fait de motifs végétaux caractéristiques des décors gothiques poinçonnés ». La recherche des effets précieux de matières est surtout visible au niveau de la cuirasse du san Michele travaillée en bosselage et ornée de festons, de niches et de têtes de chérubins. Tout comme les portraits de la Vierge peints à la même époque, le triptyque de Neroccio se signale également par « le teint d'ivoire aux reflets perlés (de Marie) [qui] contraste avec le rouge de l'habit de velours, tandis que, agile, la main aux longs doigts fuselés se profile contre le bleu nuit de son manteau ». Quant à saint Bernardin de Sienne vêtu d'une robe de bure, il tient entre ses doigts une tavoletta portant le trigramme du Christ « YHS », peint en lettres d'or dans un disque solaire symbolique.
L'inscription principale en latin sur le bord inférieur du tableau : OPVS/ NEROCCII/ BARTALONMEI/ BENEDICTI/ DESENIS/ MCCCCLXXVI. a permis de dater avec certitude cette œuvre (1476) peinte très peu de temps après la rupture de son partenariat avec Francesco di Giorgio Martini, le 6 juillet 1475.

## Sources
- (en) Gertrude Coor, Neroccio de' Landi 1447-1500, Princeton, New Jersey, Princeton University Press, 1961, 235 p., 30 x 23 cm. Reproduction de la Madonna col Bambino tra san Michele Arcangelo e san Bernardino da Siena  (figure no 31), décrite p. 185-186, (no 52) dans le catalogue.
- Giulietta Chelazzi Dini, Alessandro Angelini et Bernardina Sani (trad. de l'italien par Corinne Paul Maïer, Maïa Rosenberger), Les peintres de Sienne, Paris, Imprimerie nationale éditions, 1997, 471 p., 29,5 x 35 cm (ISBN 2-7433-0237-2), p. 299-301.
- Daniel Arasse (préf. Roland Recht), Saint Bernardin de Sienne : Entre dévotion et culture : fonctions de l'image religieuse au XVe siècle, Paris, Hazan, 2014, 304 p., 14 x 21 cm (ISBN 978-2-7541-0255-1).